# 1061
1061 (MLXI) var ett normalår som började en måndag i den julianska kalendern.

## Händelser

### September
- 30 september – Sedan Nicolaus II har avlidit den 27 juli väljs Anselmo di Baggio till påve och tar namnet Alexander II.

### Oktober
- 28 oktober – Honorius II utses till motpåve.

### Okänt datum
- János hednauppror bryter ut i Ungern.
- Normandernas erövring av Sicilien inleds.

## Födda
- Wilhelm II av Burgund, fransk adelsman.

## Avlidna
- 27 juli – Nicolaus II, född Gérard av Burgund påve sedan 1058.